# Jona Jahav
Jona Jahav (hebrejsky יונה יהב‎, * 19. června 1944) je izraelský právník a politik. Od roku 2003 je starostou města Haifa.

## Biografie
Jahav se narodil v Haifě v období britského mandátu. U vojenské policie Izraelských obranných sil dosáhl hodnosti podplukovníka. Vystudoval práva na Hebrejské univerzitě v Jeruzalémě a poté pokračoval ve studiu práv na Londýnské univerzitě. V Londýně byl generální tajemník Světové unie židovských studentů.
Po návratu do Izraele se začal angažovat v politice. Byl poradcem ministra dopravy Gáda Jákobiho a mluvčí jeruzalémského starosty Teddy Kolleka.
V roce 1996 byl za Stranu práce zvolen do Knesetu a stal se předsedou podvýboru pro bankovnictví. V následujících parlamentních volbách v roce 1999 však o poslanecké křeslo přišel.
Později opustil Stranu práce a vstoupil do strany Šinuj. Působil jako náměstek starosty Haify a v roce 2003 byl zvolen starostou za společnou kandidátku Zelení-Šinuj. 29. června 2006 přešel do strany Kadima, ale i nadále zůstal starostou města. Je rovněž předsedou Haifa Economic Corporation a dříve předsedal Mezinárodnímu filmovému festivalu v Haifě a výboru pro divadla.

## Knihy
- The Anatomy of the Fall of the Labor Party (1977)
- Libel and Slander (1987, 1996)